# Пчелкин, Юрий Александрович
Пчелкин Юрий Александрович (26 декабря 1938, с. Криуши Ульяновской области, СССР — 5 июля 1982, Ульяновск, СССР) — советский биолог, географ, исследователь флоры Ульяновской области. Инициатор создания Красной книги Ульяновской области.

## Биография
Родился 26 декабря 1938 года в с. Криуши Ульяновской области.
В 1957 г. закончил Сенгилеевское педагогическое училище, после работал в школе.
В 1962 г. — поступил на химико-биологического факультет Ульяновским педагогическим института (ныне — Ульяновский государственный педагогический университет имени И. Н. Ульянова). В 1966 г. — продолжил обучение в институте в заочной аспирантуре у профессора В. В. Благовещенского. В эти годы возглавлял школу юного биолога при естественно-географическом факультете а также курировал работу секции флористики на кафедре ботаники.
В 1974 г. защитил кандидатскую диссертацию по теме «Ботанико-географический анализ флоры Ульяновской области».
Пчелкин одним из первых выявил таксономический состав флоры Ульяновской области, провел ботанико-географический анализ флоры и проследил тенденцию её изменения.
Исследования Пчелкина содействовали изданию в 1984 году «Определителя растений Среднего Поволжья».
Также является одним из создателей научного гербария растений Ульяновского педагогического университета (ныне насчитывает более 15 тысяч гербарных листов). В октябре 2004 г. гербарий был зарегистрирован в международной базе данных — Index Herbariorum. В соавторстве с Н. С. Раковым издал «Редкие, красиво цветущие, растения флоры Ульяновской области» — одно из первых пособий, посвящённых охране редких растений. При непосвредственном участии Пчёлкина составлен список редких и исчезающих растений Ульяновской области («Ботаническом журнал», 1974 г.). Инициатор создания Красной книги Ульяновской области, вышедшей в 2005 г.
Умер 5 июля 1982 года в Ульяновске, похоронен на Северном кладбище (Ульяновск).

## Научные труды и публикации
- Пчелкин Ю. А. Ботанико-географический анализ флоры Ульяновской области: дис. на соиск. учён, степ. канд. биол. наук / Ю. А. Пчёлкин. — Саратов, 1974. — 150 с.
- Пчелкин Ю. А. Бореально-хвойный элемент во флоре Ульяновской области / К). Д.
- Пчелкин Ю. А., Раков И. С. // Ботанический журнал. − 1973. — Т. 58. — № 6. — С. 885—890.
- Пчелкин Ю. А. Редкие, красиво цветущие растения флоры Ульяновской области / К). Ю. А. Пчёлкин, Н. С. Раков. — Ульяновск, 1974.-32 с.[3]